# Fred Asparagus
Fred Asparagus (* 10. Juni 1947 in Los Angeles County, Kalifornien; † 30. Juni 1998 in Panorama City) war ein US-amerikanischer Schauspieler und Komiker.

## Leben
Fred Asparagus wirkte ab 1983 als Schauspieler in mehr als 40 Film-und-Fernsehproduktionen mit. Er war dabei zumeist in skurrilen und komischen, manchmal aber auch in ernsteren Nebenrollen besetzt. Er trat auch als Stand-up-Comedian in diversen Shows auf, so unter anderem in Saturday Night Live.
Asparagus war mit Sandy Acord verheiratet. Die Ehe blieb kinderlos. Er starb am 30. Juni 1998 im Alter von 51 Jahren an den Folgen eines Herzinfarkts. Seine Grabstätte befindet sich auf dem Forest Lawn Memorial Park (Hollywood Hills).

## Filmografie
- 1983: CHiPs (Fernsehserie)
- 1983: Surf II
- 1984: Police Patrol – Die Chaoten vom Nachtrevier
- 1984: Breakin’
- 1984: Miami Vice (Fernsehserie, 1 Folge)
- 1984: This Is Spinal Tap
- 1985: Breakin’ 2 – Electric Boogaloo
- 1985: Love Boat (Fernsehserie, 1 Folge)
- 1985: Unter der Sonne Kaliforniens (Fernsehserie)
- 1986: 8 Millionen Wege zu sterben
- 1986: ¡Drei Amigos!
- 1987: Schlappe Bullen beißen nicht
- 1987: Hunter (Fernsehserie)
- 1987: Fatal Beauty
- 1987: On the Ledge
- 1988: MacGyver (Fernsehserie, 1 Folge)
- 1988: Hotel (Fernsehserie)
- 1988: Colors – Farben der Gewalt
- 1988: Kampf gegen die Mafia (Fernsehserie)
- 1988: Cheers (Fernsehserie, 2 Folgen)
- 1989: Falcon Crest (Fernsehserie, 3 Folgen)
- 1989: Terminal Force
- 1989: The Lords of Magic
- 1989: California Clan (Fernsehserie, 2 Folgen)
- 1989: Zurück in die Vergangenheit (Fernsehserie)
- 1989: Mord ist ihr Hobby (Fernsehserie, 1 Folge)
- 1990: Havanna
- 1990: Wer ist hier der Boss? (Fernsehserie, 2 Folgen)
- 1991: The Five Heartbeats
- 1992: Danger Theatre
- 1992: Reich und Schön (Fernsehserie, 3 Folgen)
- 1993: Nachtschicht mit John (Fernsehserie, 1 Folge)
- 1994: Beverly Hills Cop III
- 1995: Roseanne (Fernsehserie)
- 1995: Terminal Force II
- 1995: Different Minds
- 1995: Feindliche Brüder
- 1995: Land’s End – Ein heißes Team für Mexiko (Fernsehserie)
- 1996: Seinfeld (Fernsehserie, 4 Folgen)
- 1996: The Glass Age
- 1997: Slappy und die Rasselbande
- 1998: Friends (Fernsehserie, 2 Folgen)
- 1999: Ticket to Love